# Carl Gotthelf Todt
Carl Gotthelf Todt (Auerbach, 20 ottobre 1803 – Riesbach, 10 marzo 1852) è stato un rivoluzionario, avvocato e politico tedesco.

## Biografia
Figlio di un tessitore ed oste, ricevette la propria prima educazione presso la città natale di Auerbach. Venne avviato alla carriera di falegname, ma dal 1817 vista la sua intelligenza iniziò un apprendistato presso l'avvocato Wehner in città. Nel 1820 si iscrisse al liceo di Plauen, guadagnandosi nel contempo di che vivere dando lezioni private. Nel 1824 si iscrisse alla facoltà di giurisprudenza dell'Università di Lipsia, ma nel 1826 vi venne espulso perché sospettato di aver preso parte ad associazioni segrete. Approfittò di questo caso per studiare da autodidatta e nel 1829 superò l'esame di avvocatura. Nel 1828/1829, intanto, venne ammesso nella massoneria. Nel 1830 trovò lavoro come impiegato comunale presso Trauen e l'anno successivo divenne giudice comunale. Nel 1832 venne eletto sindaco della città di Adorf, carica che assunse ufficialmente il 31 ottobre del medesimo anno. Qui fondò una scuola cittadina e venne eletto anche giudice comunale nel 1833, carica che mantenne fino alla scadenza della giurisdizione cittadina nel 1839.

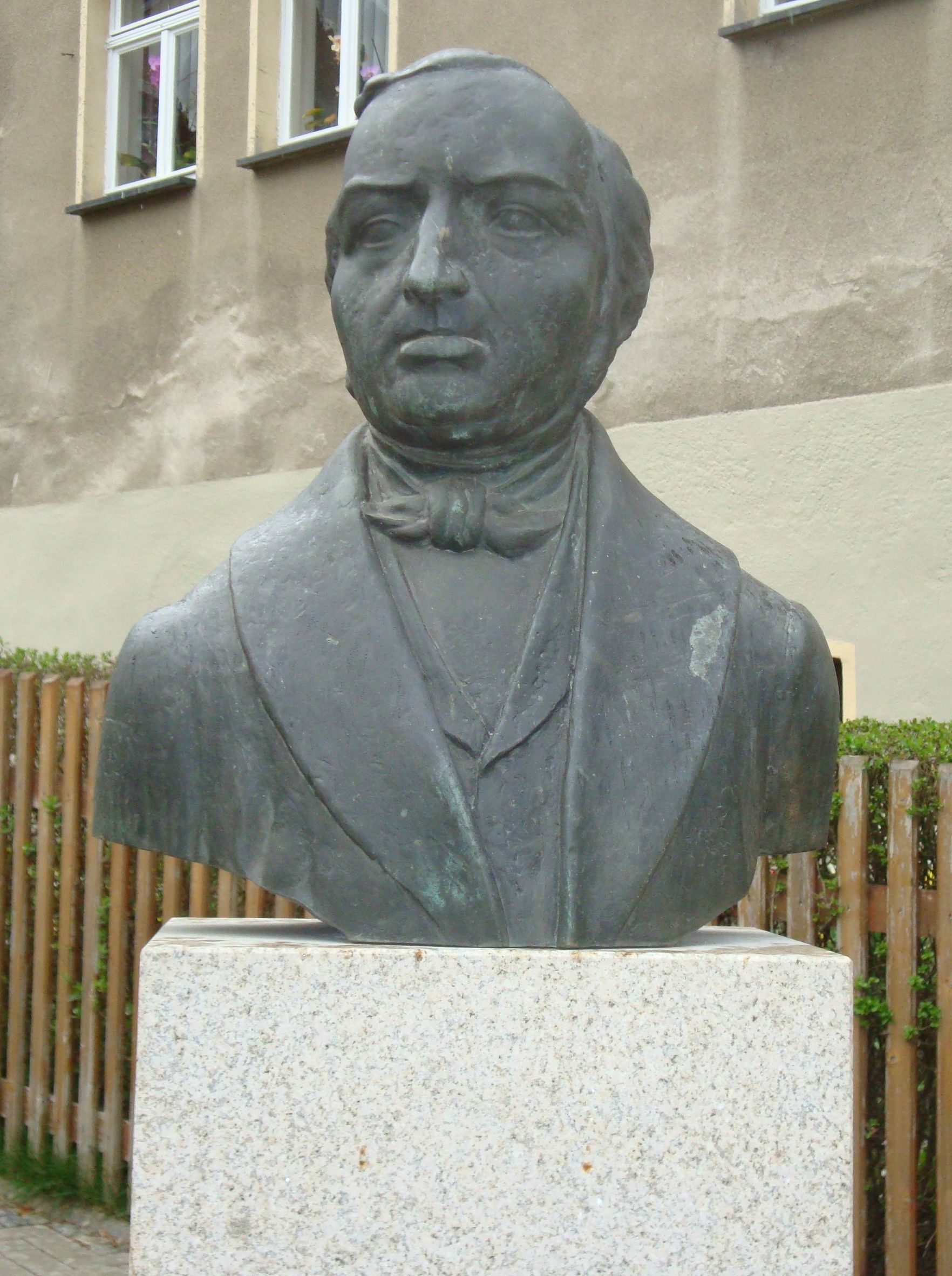
Monumento a Todt presso il comune di Adorf.

Nel 1835 fondò nel frattempo il giornale locale Die Ameise col quale contribuì a diffondere le prime idee rivoluzionarie, entrando in contatto con altri personaggi di spicco come Robert Blum a Lipsia. Nel 1836 venne eletto al parlamento di Sassonia assieme a Julius von Dieskau. Nel 1839 presentò un progetto di legge contro la censura sulla stampa. Arthur Frey così lo descriveva: "Todt è un compagno di lavoro amabile, dotato di un ricco spirito. È di statura media, di corporatura un po' grossolana, con lineamenti accattivanti e un linguaggio dotato che, venendo dal cuore, sa incontrare altri cuori". Nel 1846, Bernhard Hirschel lo descrisse come il "leader del partito liberale" e "uomo del popolo in tutto e per tutto" per la chiarezza nei suoi discorsi e la semplicità del suo aspetto esteriore.
Con l'inizio della rivoluzione del 1848 venne inviato al parlamento provvisorio di Francoforte. Il governo di Karl Braun, insediatosi il 16 marzo 1848, lo mandò al Comitato dei Diciassette come delegato della Sassonia con nomina al Consiglio Segreto del Governo e successivamente fu attivo anche come inviato del Bundestag. Fu membro del parlamento statale del 1849 come rappresentante della 73ª, 74ª e 75ª circoscrizione nella camera alta. Dopo essere stato richiamato dal Bundestag dal gabinetto di Gustav Friedrich Held, gli fu assegnata la carica di direttore del ministero dell'interno sassone .
Durante la rivolta di maggio a Dresda, Todt divenne uno dei membri del governo provvisorio rivoluzionario dal 4 al 9 maggio 1849 insieme a Samuel Tzschirner e ad Otto Leonhard Heubner. Dopo la repressione della rivolta, lasciò segretamente Dresda per la Svizzera dove visse i suoi ultimi anni, morendo nel marzo del 1852 presso Riesbach, vicino a Zurigo.